# 江西新建经济开发区
江西新建经济开发区，是中华人民共和国江西省南昌市新建区下辖的一个类似乡级单位。

## 行政区划
下辖以下地区：
开发区一区社区和开发区二区社区。